# Marisa Petroro
Marisa Petroro est une actrice américaine, née le 11 février 1972  à Elizabeth, dans le New Jersey (États-Unis).

## Filmographie
- 1997 : Rose by Any Other Name... : Samantha
- 1997 : Contact de Robert Zemeckis : Oval Office Secretary
- 1999 : Murder of Crows (A Murder of Crows) (vidéo) : Laura
- 1999 : Un père trop célèbre (Michael Landon, the Father I Knew) (TV) : Sharee Landon
- 2000 : The Lift : Liz
- 2000 : The Right Hook : Cute Lesbian
- 2001 : Tomcats de Gregory Poirier : Maria
- 2001 : The Learning Curve (en) : Maria
- 2002 : Flatland (série TV) : Marguerite
- 2002 : Pumpkin : Courtney Burke
- 2002 : The Diplomat : Lucia
- 2002 : Méchant Menteur (Big Fat Liar) de  Shawn Levy : Reporter
- 2002 : Sex, Politics & Cocktails : Daria
- 1973 : Les Feux de l'amour ("The Young and the Restless") (série TV) : Carrie Parker (2002)
- 2003 : White Blossom : Angelina
- 2004 : Wait Means Never : Linda Carver
- 2004 : I Am Stamos : Ashley
- 2004 : Aucun témoin : Celeste Cartier
- 2004 : Ragtop Daydream : Jessie
- 2004 : Intermission : Eyeshadow Wearer
- 2004 : The Rouge Shoes : Didi
- 2006 : Terminal : Dana
- 2006 : Lucid : Darah
- 2006 : Bachelor Party Vegas (vidéo) : The Showgirl
- 2006 : A Little Light : Alex
- 2006 : Unrest : Alita Covas
- 2016 : Désespérément romantique : (Hopeless, Romantic) (TV) : Sylvia